# Battant

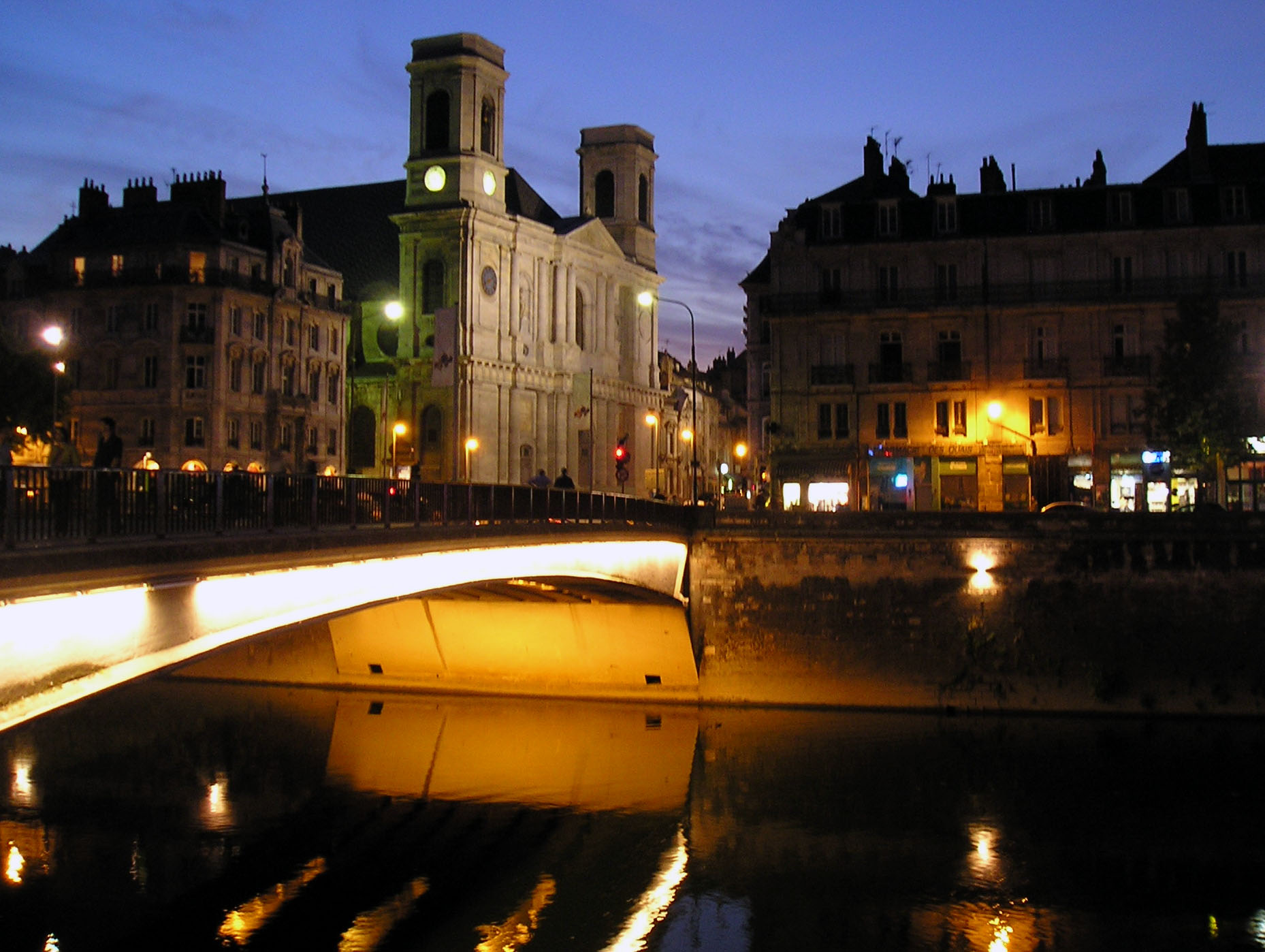
Ponte e igreja de Battant, em 2007.

Battant é uma das partes mais antigas de Besançon, Doubs, França, e está sob proteção arquitetônica desde 1964. Está situada na margem direita do rio Doubs, ao norte do arco que circunda o centro da cidade. Uma ponte sobre o rio Doubs une os dois quartos de Battant e de La Boucle, através do cais de Vauban e Jouffroy d'Abbans Place.
Hoje, Battant se tornou um distrito popular com uma população diversificada, com cerca de 4 200 pessoas. É um dos bairros mais animados da cidade por causa de suas numerosas pequenas lojas, sua vida noturna e seu mercado. O nome do bairro parece ter vindo do Mouillère, um pequeno riacho também conhecido como fons batenti (rio do batedor), porque a água do riacho conduzia a um dispositivo de bater de pano. O nome passou a ser aplicado a uma rua próxima e, em seguida, por extensão a todo o bairro. Os habitantes de Battant são conhecidos como Bousbotes, que lembram a resistência que os vinicultores do distrito deram à tentativa de apreensão da cidade pelos huguenotes de Montbéliard na noite de 20 a 21 de junho de 1575.